# Erase/Rewind
Erase/Rewind is een nummer van de Zweedse band The Cardigans uit 1999. Het is de tweede single van hun vierde studioalbum Gran Turismo.
"Erase/Rewind" gaat over een vrouw die vraagtekens zet bij haar relatie. Het nummer werd in diverse Europese landen een hit, waaronder in Zweden, het thuisland van The Cardigans. Daar bereikte het de 12e positie. In Nederland was de plaat echter minder succesvol met een 14e positie in de Tipparade.